# ساج هاملتوني
ساج هاملتوني (الاسم العلمي:Tectona hamiltoniana) هو نوع من النباتات يتبع جنس الساج من الفصيلة الشفوية.